# Baboo
Baboo (ursprünglich Flybaboo, davor Baboo Airways) war eine schweizerische Regionalfluggesellschaft mit Sitz in Le Grand-Saconnex.

## Geschichte
Nachdem Swiss International Air Lines im Sommer 2003 aus Rentabilitätsgründen die Streichung der meisten Flüge ab Lugano bekanntgab, wurden verschiedene Pläne von neuen Airlines bekannt, zumindest einige dieser Strecken ab Herbst 2003 zu betreiben. Die Baboo Airways aus Genf, welche anfangs mit einer von Cirrus Airlines betriebenen Dash-8 Q-314 Genf-Lugano dreimal täglich bediente, war als erste am Start.
Im April 2004 wurde die erste eigene Maschine, ebenfalls eine Dash-8-315, als HB-JEJ in der Schweiz zugelassen. Vor allem mit der zweiten Dash-8, die ab Herbst 2004 zum Einsatz gelangte, wurde der Ausbau des Streckennetzes (u. a. von Genf nach Venedig, St.Tropez oder Prag) vorangetrieben. Auf der Strecke Genf-Lugano arbeitet man ab Herbst 2005 mit Darwin Airline zusammen (unter deren Regie).
Die drei geleasten Embraer 190 wurden im Herbst 2010 aus dem Verkehr gezogen, wobei laut CEO Mark Darby zwei der drei Flugzeuge ausgemustert werden sollen und eines vorerst noch auf ausgewählten Strecken zum Einsatz kommen soll.
Im November 2010 gaben Flybaboo SA und Darwin Airline SA bekannt, dass Darwin Airline die von Baboo bedienten Ziele sowie ein Teil der Geschäftsaktivitäten übernehmen wird. Die Übernahme sollte nach Zustimmung der zuständigen Behörden im ersten Quartal 2011 vollzogen werden, was zwischenzeitlich auch umgesetzt wurde.

## Flugziele
Baboo bediente in erster Linie von Genf aus Ziele in europäischen Nachbarländern, darunter Biarritz, Rom und Valencia. Sie arbeitete darüber hinaus mit mehreren Codeshare-Partnern zusammen, darunter Alitalia, Air France oder Olympic Air. Ein weiteres Abkommen bestand mit TAROM seit Oktober 2009.

## Flotte

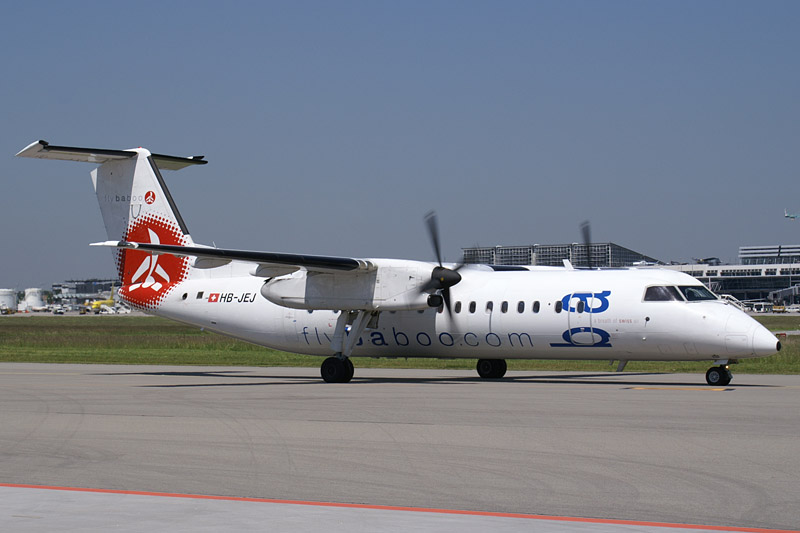
Eine De Havilland DHC-8 unter dem Namen Flybaboo

Mit Stand Januar 2010 bestand die Flotte der Baboo aus drei Flugzeugen:
- 2 De Havilland DHC-8-400 (Kennzeichen HB-JQA und HB-JQB)
- 1 Embraer 190 (Kennzeichen HB-JQG)

Mit Stand Oktober 2011 waren keine Flugzeuge auf Baboo mehr registriert, die De Havilland DHC-8-400 wurden von Darwin übernommen.